# Micronação

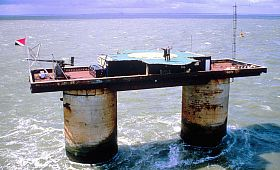
O Principado de Sealand é uma micronação localizada em um forte marítimo na costa do Reino Unido.

Uma micronação é uma entidade cujos membros afirmam pertencer a uma nação independente ou Estado soberano, mas que carece de reconhecimento legal por governos mundiais ou grandes organizações internacionais. A maioria é geograficamente muito pequena, mas varia em tamanho de menos de um metro quadrado a mais de um milhão de quilômetros quadrados (Westarctica). Eles são geralmente o resultado de um único indivíduo.
Uma micronação expressa uma reivindicação formal e persistente, ainda que não reconhecida, de soberania sobre algum território físico. As micronações são distintas dos verdadeiros movimentos secessionistas; as atividades das micronações são quase sempre triviais o suficiente para serem ignoradas em vez de desafiadas pelas nações estabelecidas cujo território elas reivindicam. Várias micronações emitiram moedas, bandeiras, selos postais, passaportes, medalhas e outros itens relacionados ao Estado, muitas vezes como fonte de receita.
O termo "micronação" para descrever essas entidades data pelo menos da década de 1970. O termo micropatrologia às vezes é usado para descrever o estudo de micronações e microestados por micronacionalistas, alguns dos quais se referem a Estados-nação soberanos como "macronações".
As micronações contrastam com os microestados, que são Estados soberanos pequenos, mas reconhecidos, como Andorra, Bahrein, Liechtenstein, Mônaco, San Marino, Singapura e Cidade do Vaticano. Eles também são distintos de países imaginários e de outros tipos de grupos sociais (como ecovilas, campi, tribos, clãs, seitas e associações comunitárias residenciais).

## Definição
As micronações geralmente têm uma série de características comuns, embora possam variar muito. Eles podem ter uma estrutura semelhante a Estados soberanos estabelecidos, incluindo reivindicações territoriais, instituições governamentais, símbolos oficiais e cidadãos, embora em escala muito menor. As micronações costumam ser bem pequenas, tanto no território reivindicado quanto nas populações reivindicadas – embora haja algumas exceções a essa regra, com diferentes micronações tendo diferentes métodos de cidadania. As micronações também podem emitir instrumentos formais, como selos postais, moedas, cédulas e passaportes, e conceder honras e títulos de nobreza.
A Convenção de Montevidéu foi uma tentativa de criar uma definição jurídica distinguindo entre Estados e não-Estados. Algumas micronações atendem a essa definição, enquanto outras não, e outras rejeitam a convenção. Algumas micronações como Sealand e Austenasia rejeitam o termo micronação e se consideram Estados soberanos; outras micronações como Flandrensis ou Molossia, embora também se considerem oficialmente como tal, não têm intenção de serem realmente reconhecidas como Estados reais.

## História

### História inicial e evolução
Martin Coles Harman comprou a ilha britânica de Lundy em 1925, declarou-se rei e emitiu moedas e selos postais privados para uso local. Embora a ilha fosse governada como um feudo virtual, seu proprietário nunca afirmou ser independente do Reino Unido, então Lundy pode ser descrito na melhor das hipóteses como um precursor de micronações territoriais posteriores. Outro exemplo é o Reino de Elleore declarado em 27 de agosto de 1944, quando um grupo de professores comprou a ilha dinamarquesa e ainda existe hoje. Um terceiro exemplo é o Principado da Baldonia Exterior, uma ilha rochosa de 65 000 m² na costa de Nova Escócia, fundada por Russell Arundel, Presidente da Pepsi Cola Company (mais tarde: PepsiCo), em 1945 e compreendendo uma população de 69 pescadores.

### História durante 1960 a 1980
As décadas de 1960 e 1970 testemunharam a fundação de uma série de micronações territoriais. O primeiro deles, Sealand, foi estabelecido em 1967 em uma plataforma abandonada da Segunda Guerra Mundial no Mar do Norte, ao largo da costa leste da Inglaterra, e ainda sobrevive. Outros foram fundados em princípios libertaristas e envolveram esquemas para construir ilhas artificiais, mas apenas três são conhecidos por terem tido sucesso limitado na realização desse objetivo.
A República da Ilha das Rosas era uma plataforma de 400 m 2 (4.300 pés quadrados) construída em 1968 em águas nacionais italianas no Mar Adriático, a 11 km da cidade italiana de Rimini. É conhecido por ter emitido selos e por ter declarado o esperanto como sua língua oficial. Logo após a conclusão, no entanto, foi apreendido e destruído pela Marinha italiana por não pagar impostos estaduais.

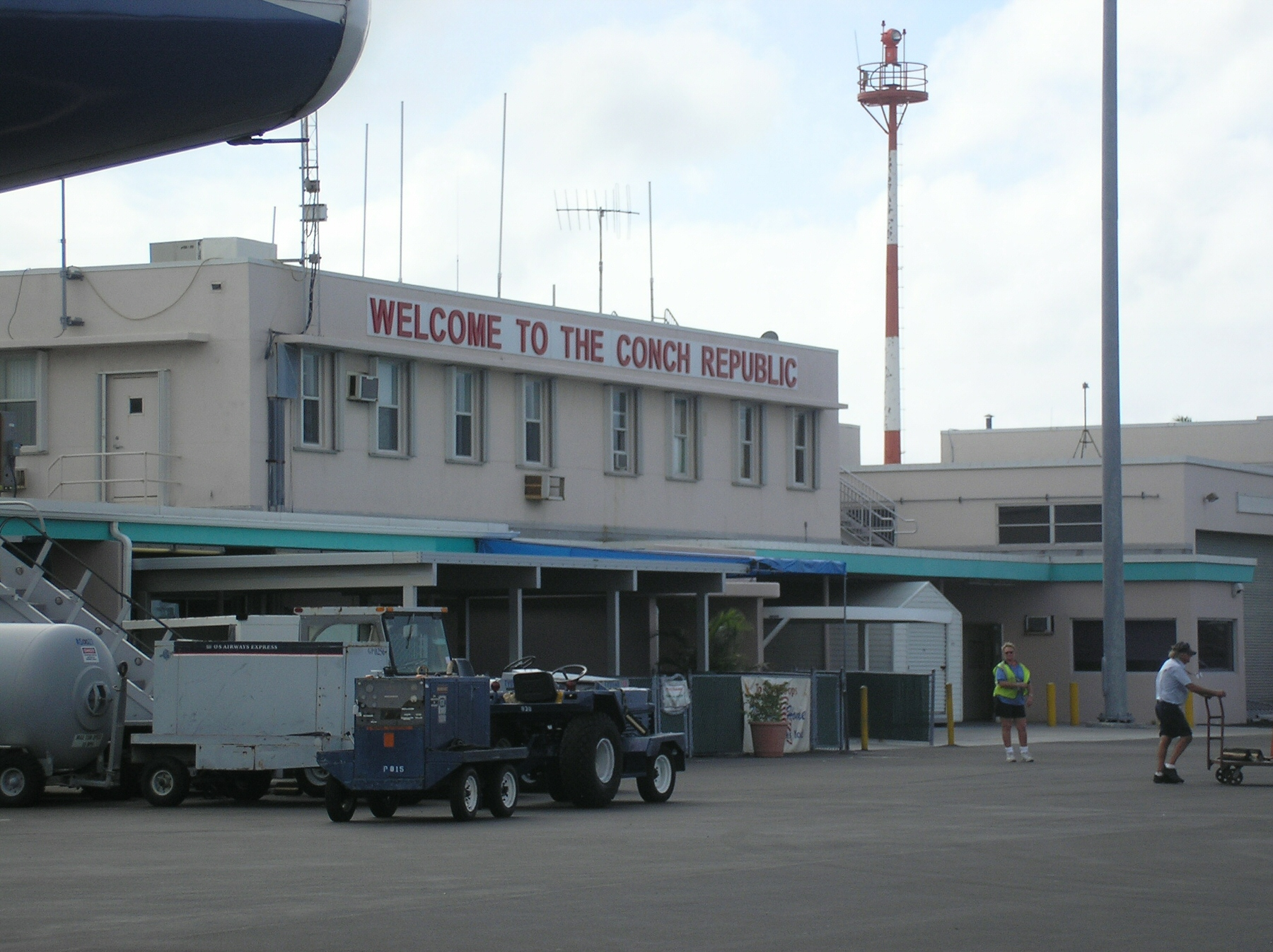
Aeroporto de Key West

No final da década de 1960, Leicester Hemingway, irmão do autor Ernest, estava envolvido em outro projeto semelhante – uma pequena plataforma de madeira em águas internacionais na costa oeste da Jamaica. Este território, composto por uma barcaça de 2,4 m) por 9,1 m, ele chamou de "Nova Atlântida". Hemingway era um cidadão honorário e presidente; no entanto, a estrutura foi danificada por tempestades e finalmente saqueada por pescadores mexicanos. Em 1973, Hemingway teria se mudado da Nova Atlântida para promover uma plataforma de 840 m 2 perto das Bahamas. O novo país foi chamado de "Tierra del Mar" (Terra do Mar). A cidade natal adotada por Ernest Hemingway, Key West, mais tarde fez parte de outra micronação, a República da Concha.
A República de Minerva foi criada em 1972 como um projeto libertário de um novo país pelo empresário de Nevada, Michael Oliver. O grupo de Oliver conduziu operações de dragagem nos recifes de Minerva, um banco de areia localizado no Oceano Pacífico ao sul de Fiji. Eles conseguiram criar uma pequena ilha artificial, mas seus esforços para garantir o reconhecimento internacional tiveram pouco sucesso, e a vizinha Tonga enviou uma força militar para a área e a anexou.
Em 1 de abril de 1977, o bibliófilo Richard Booth declarou a cidade galesa de Hay-on-Wye um reino independente com ele mesmo como seu monarca. A publicidade pode ter ajudado a indústria do turismo da cidade com base em interesses literários, e "King Richard" (cujo cetro era um desentupidor de vaso sanitário reciclado) concedeu títulos e honras de Hay-on-Wye a qualquer um disposto a pagar por eles.

### Micronações japonesas na década de 1980
Em 1981, baseando-se em uma reportagem sobre a "Nova Atlântida" de Leicester Hemingway, o romancista Hisashi Inoue escreveu uma obra de realismo mágico de 700 páginas, Kirikirijin, sobre uma vila que se separa do Japão e proclama seu dialeto marginalizado e vulgar sua língua nacional, e sua subsequente guerra de independência. Isso, sozinho, inspirou um grande número de aldeias japonesas, principalmente nas regiões do norte, a "declarar independência", geralmente como um movimento para aumentar a conscientização de sua cultura e artesanato únicos para os japoneses urbanos que viam a vida da aldeia como atrasada e inculta. Essas micronações chegaram a realizar "cúpulas internacionais" de 1983 a 1985, e algumas delas formaram confederações. Ao longo da década de 1980 houve um "boom de micronação" no Japão que trouxe muitos turistas urbanos para essas aldeias rebeldes. Mas o duro impacto econômico da bolha japonesa de preços de ativos em 1991 acabou com o boom. Muitas das aldeias foram forçadas a se fundir com cidades maiores, e as micronações e confederações foram geralmente dissolvidas.

### Desenvolvimentos na Austrália e Nova Zelândia
Desenvolvimentos micronacionais que ocorreram na Nova Zelândia e na Austrália nas três últimas décadas do século XX incluíram:
- Principado de Hutt River, fundado em 1970, quando Leonard Casley declarou sua propriedade independente após uma disputa sobre cotas de trigo.[11][12]
- Em 1976, a Província de Bumbunga foi criada em uma propriedade rural perto de Snowtown, Austrália Meridional, por um excêntrico monarquista britânico.[13]
- Estado Soberano de Aeterna Lucina, criado em uma aldeia na costa norte de Nova Gales do Sul em 1978.[14]
- Em Victoria, uma longa disputa sobre danos causados por enchentes em propriedades agrícolas levou à criação do Estado Independente de Rainbow Creek em 1979.[11]
- John Charlton Rudge fundou o Grão-Ducado de Avram no oeste da Tasmânia na década de 1980. "Sua Graça o Duque de Avram" foi posteriormente eleito para o Parlamento da Tasmânia.[11]
- Estado Independente de Aramoana, estabelecido na Nova Zelândia em 1980.[15]
- Império de Atlantium, estabelecido em Sydney, em 1981, como um governo global não territorial.[11]
- República de Whangamomona, estabelecida em 1989.[11]
- Uma disputa de execução hipotecária levou George e Stephanie Muirhead de Rockhampton, Queensland, a se separarem de forma breve e abortiva como o Principado de Marlborough em 1993.[16]

As micronações estabelecidas na Austrália não têm legitimidade jurídica.

### Efeitos da Internet
O micronacionalismo abandonou muito de seu manto anti-establishment tradicionalmente excêntrico e assumiu uma perspectiva distinta de hobby em meados da década de 1990, quando a popularidade emergente da Internet tornou possível criar e promover entidades estatais em um meio totalmente eletrônico com relativa facilidade. Um exemplo inicial é o Reino de Talossa, uma micronação criada em 1979 por Robert Ben Madison, então com 14 anos, que entrou online em novembro de 1995 e foi noticiado no The New York Times e em outras mídias impressas em 2000. Como resultado, o número de micronações exclusivamente online, baseadas em fantasia ou simulação se expandiu dramaticamente.[carece de fontes?] A micronação Ladonia coexiste como território físico e como uma grande e ativa comunidade online que se assemelha a um terceiro lugar, distinguindo-se de outras micronações, que são comunidades online ativas ou reivindicam pequenos territórios físicos.
Várias micronações territoriais tradicionais, incluindo a província de Hutt River, Seborga e Sealand, mantêm sites que servem principalmente para promover suas reivindicações e vender mercadorias.

## Lista de micronações
- Lista de Micronações

## Micronacionalistas notáveis
Alguns indivíduos notáveis envolvidos com o micronacionalismo incluem:
- Danny Wallace, apresentador do programa de televisão How to Start Your Own Country no qual fundou Lovely;
- Erwin Strauss, autor do livro de 1985 How to Start Your Own Country;
- Igor Ashurbeyli, fundador de Asgardia;
- Kevin Baugh, fundador de Molossia;
- Lars Vilks, fundador de Ladonia;
- Leonard Casley, fundador de Hutt River;
- Niels Vermeersch, fundador de Flandrensis;
- Paddy Roy Bates, fundador e ex-príncipe de Sealand;
- Richard Booth, autoproclamado Rei de Hay-on-Wye;
- Stuart Hill, fundador do Estado Soberano de Forvik;
- Travis McHenry, fundador de Westarctica;
- Vít Jedlička, fundador de Liberland.